# Sashiko

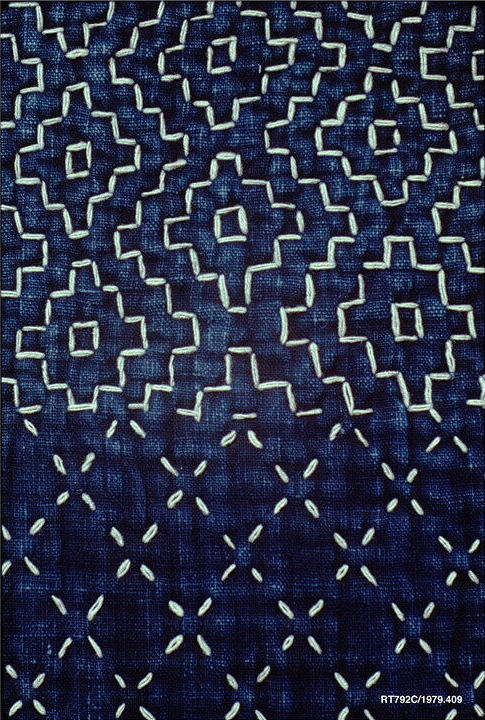
Fragment kimona z połowy XIX wieku zdobionego przy pomocy sashiko, z białymi bawełnianymi nićmi na płótnie barwionym na kolor indygo (Metropolitan Museum of Art)

Sashiko (jap. 刺し子) – tradycyjny japoński haft używany do dekoracyjnego (ale też czysto funkcjonalnego) wzmocnienia materiału. W związku z historycznie niskim kosztem i dostępnością białej bawełnianej nitki i tkanin barwionych indygo w Japonii, sashiko ma charakterystyczny wygląd białego haftu na niebieskim tle. Jednakowoż niektóre dekoracyjne hafty używały czerwonej nitki.

## Historia
Haft sashiko powstał w okresie Edo (1603–1868). Na początku był stosowany z praktycznej potrzeby, do naprawy i wzmocnienia starych ubrań. Były one składane razem, aby stworzyć nowe, zszyte za pomocą prostych ściegów i wytrzymałe. Do okresu Meiji (1868–1912) sashiko było tak popularnym i znormalizowanym zajęciem, że przekształciło się w prace zimowe wewnątrz domu w społecznościach rolniczych na północy kraju.
Haft sashiko był powszechnie używany zarówno do wzmacniania już połatanych ubrań, ale również do mocowania nowych łat, wzmacniających materiał. Był również używany do nakładania na siebie warstw cienkich tkanin w celu stworzenia ciepłego ubrania, a w przypadku niektórych ubrań, jak płaszcze strażaków (hikeshi-banten), do tworzenia wytrzymałego i chłonnego materiału, moczonego w wodzie przed gaszeniem pożarów. Chociaż większość sashiko jest wykonywana zwykłą fastrygą, technika ta jest powszechnie używana do tworzenia dekoracyjnych i powtarzalnych haftów i może być używana do celów czysto ozdobnych.
W tworzeniu sashiko wykorzystuje się głównie wzory geometryczne, które dzielą się na dwa główne style:
- moyō-zashi, w którym wzory tworzone są długimi liniami fastryg;
- hitome-zashi, gdzie wzór tworzony jest z prostopadłych do siebie fastryg, równomiernie rozmieszczonych i równej wielkości.

Typowe motywy sashiko to między innymi: fale, góry, bambusy, strzały, trawy i zazębiające się kształty geometryczne, jak shippō-tsunagi (nakładające się koła). Haft sashiko był tradycyjnie wykonywany przy użyciu specjalnych igieł i nici, ale współcześnie stosuje się nowoczesne nici hafciarskie i igły hafciarskie. 

## Popularne wzory sashiko
- Tate-jima (jap. 縦縞) – pionowe pasy
- Yoko-jima (jap. 横縞) – poziome pasy
- Kōshi (jap. 格子) – krata
- Nakamura kōshi (jap. 中村格子) – wzór kraty rodziny Nakamura
- Hishi-moyō (jap. 菱模様) – diamenty
- Yarai (jap. 矢来) – płot bambusowy, palisada
- Hishi-igeta (jap. 菱井桁) – znany również jako tasuki; nakładające się „diamenty”
- Kagome (jap. 籠目) – sześciokątna plecionka
- Uroko (jap. 鱗) – połączenie trójkątów przypominające łuski ryby; samuraje nosili ubrania z takim wzorem jako ochronnym talizmanem
- Tate-waku (jap. 竪沸く) – pionowe, falujące linie przedstawiające unoszącą się parę; częsty wzór na kimonach dla osób o wysokim statusie w okresie Heian (794–1185).
- Fundō (jap. 分銅) – „przeciwwagi”, mające kształt gorsecików
- Shippō (jap. 七宝) lub shippō-tsunagi (jap. 七宝つなぎ) – siedem skarbów Buddy, nakładające się koła
- Amime (jap. 網目) – sieć rybacka
- Toridasuki (jap. 鳥襷) – koło z przeplatającymi się dwoma ptakami

## Galeria

Kagome
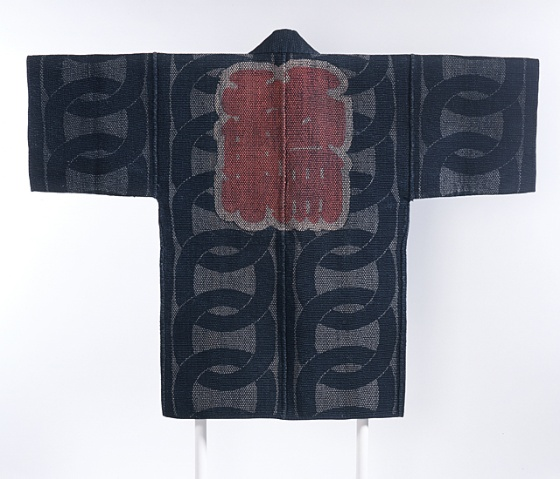
Hikeshi-hanten (XIX w.)
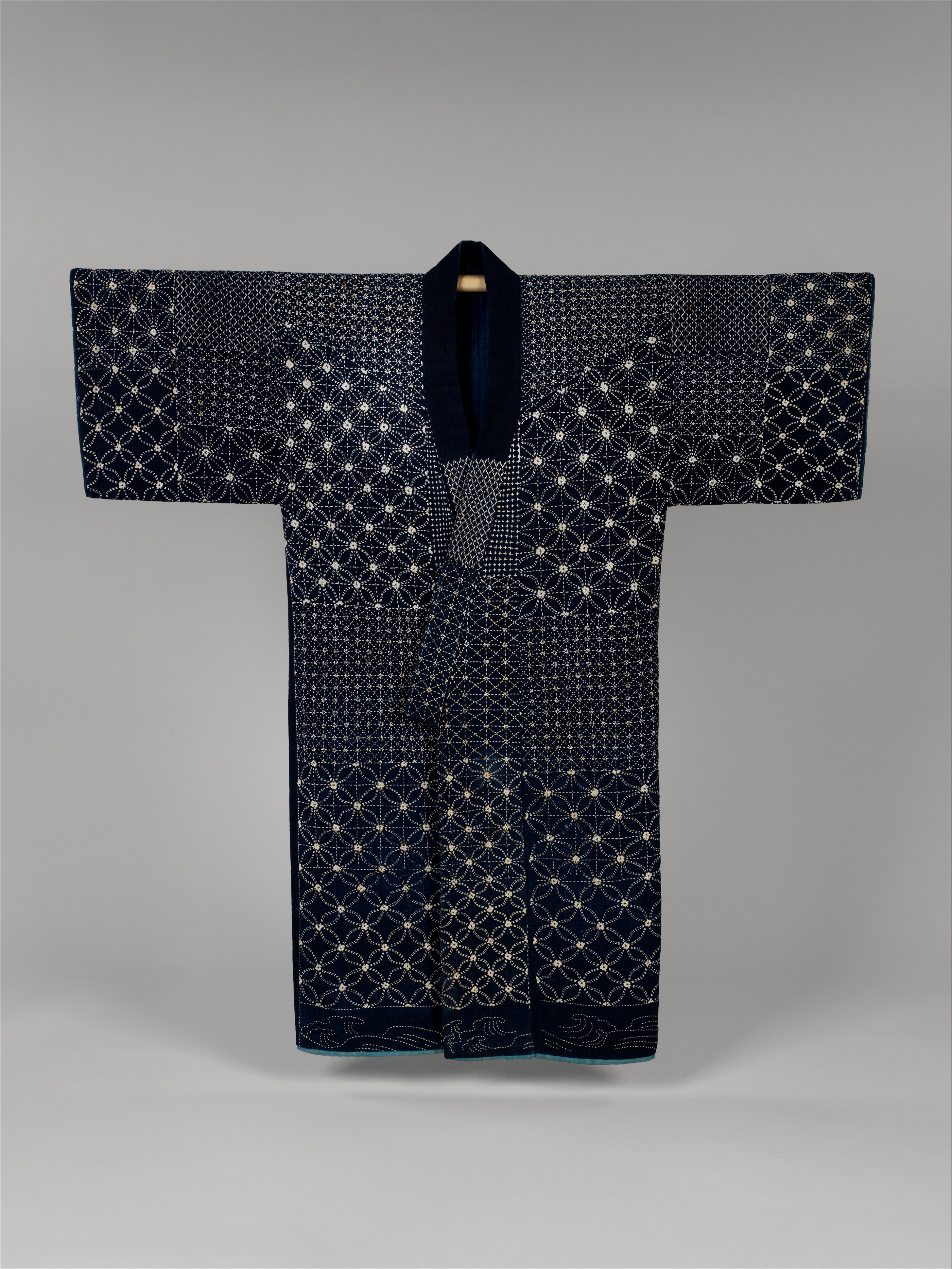
Kimono kobiece (II połowa XIX w.)
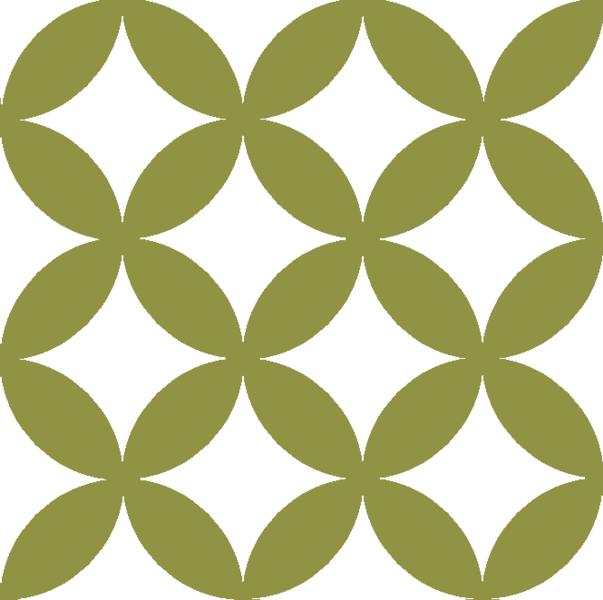
Shippō-tsunagi